# Tống công Kê
Tống công Kê (chữ Hán: 宋公稽), nguyên tên là Tử Kê (子稽), là vị vua thứ ba của nước Tống – chư hầu nhà Chu trong lịch sử Trung Quốc.
Tử Kê là con của Tống Vi Trọng – vua thứ 2 nước Tống. Sau khi Vi Trọng mất, Tử Kê lên nối ngôi, tức là Tống công Kê
Sử ký không ghi chép sự kiện xảy ra liên quan tới nước Tống trong thời gian ông làm vua.
Sau này không rõ Tống công Kê mất năm nào. Con ông là Tử Thân lên nối ngôi, tức là Tống Đinh công.